# Battaglia di Torino (312)
La battaglia di Torino fu combattuta nel giugno del 312 nei pressi delle campagne a ovest di Augusta Taurinorum (Torino), tra le forze di Costantino I e quelle del suo rivale per il titolo di imperatore romano, Massenzio.
Costantino vinse, muovendosi poi verso Mediolanum e verso Verona e, infine, presso Roma, dove avrebbe sconfitto in maniera decisiva Massenzio nell'ottobre dello stesso anno, nella storica battaglia di Ponte Milvio.

## Contesto storico
Alla morte dell'augusto, Costanzo Cloro, avvenuta ad Eburacum (York) il 25 luglio del 306, Costantino fu proclamato egli stesso augusto dall'esercito di Britannia. La sua elezione era avvenuta secondo un principio dinastico, invece del sistema di successione meritocratica creato da Diocleziano. Galerio insoddisfatto però da questo atto, offrì al figlio del suo collega, ora deceduto il titolo di cesare, che Costantino accettò, lasciando che fosse invece Severo a succedere a Costanzo. Quasi contemporaneamente anche il figlio di Massimiano Erculeo, Massenzio, forte del potere dei pretoriani a Roma, fu acclamato augusto (28 ottobre). Quest'ultimo ritenendo insicuro regnare da solo, inviò al padre Massimiano delle vesti imperiali e lo salutò come "Augusto per la seconda volta", offrendogli un governo teoricamente alla pari ma in realtà un ruolo con meno poteri e di rango inferiore. Era l'inizio di una nuova guerra civile tra numerosi pretendenti.

## Forze in campo
Costantino, ormai sospettoso nei confronti di Massenzio, riunito un grande esercito formato anche da barbari catturati in guerra, oltre a Germani, popolazioni celtiche e provenienti dalla Britannia, mosse alla volta dell'Italia attraverso le Alpi (presso il Moncenisio), forte di 90 000 fanti e 8 000 cavalieri.

## Battaglia
Costantino era diretto su Roma, dove Massenzio aveva una forza stimata in 100 000 uomini. Le truppe di Massenzio si opposero a Costantino a Segusia (Susa, in Piemonte). La città venne presa e bruciata ma, per non inimicarsi le popolazioni locali, Costantino ordinò che l'incendio venisse spento.
Costantino si diresse allora su Augusta Taurinorum, dove impegnò un esercito inviatogli contro da Ruricio Pompeiano, prefetto pretoriano di Massenzio, dotato di un forte contingente di cavalleria (clibanari e catafratti). Costantino, che notò i cavalieri di Massenzio avanzare in formazione a cuneo, ordinò al proprio centro di arretrare, allargando il più possibile il fronte del proprio schieramento, in modo che i fianchi si chiudessero sul nemico, il quale, avendo un equipaggiamento pesante, non era in grado di manovrare con rapidità. Al contrario Costantino disponeva di una cavalleria armata "leggera", e quindi maggiormente mobile. Inoltre Costantino aveva dotato i suoi uomini di mazze chiodate che, essendo contundenti, rendevano meno efficace la corazzatura pesante dei cavalieri avversari. Successivamente Costantino ordinò ai suoi soldati di fanteria di avanzare contro quella di Massenzio per tagliarne la via di fuga. La vittoria giunse, di conseguenza, in modo assai facile.
Gli abitanti di Augusta Taurinorum si rifiutarono di dare asilo alle truppe in ritirata di Massenzio, chiudendo loro le porte di accesso alla città. Al contrario applaudirono le truppe di Costantino, dopo che queste avevano ucciso i soldati di Massenzio, intrappolati contro le mura. Dopo la battaglia, Costantino entrò in città per essere acclamato dai suoi abitanti. Altre città della pianura italiana, riconoscendo il genio militare di Costantino e come aveva trattato la popolazione civile, gli inviarono ambascerie per congratularsi della sua vittoria.

## Conseguenze
La vittoria di Torino permise a Costantino la conquista dell'Italia: dopo essere entrato trionfalmente a Mediolanum (Milano), mise in fuga un esercito nemico accampato nei pressi di Brescia, vincendo poi la successiva battaglia nei pressi di Verona, importante in quanto nel corso di essa venne ucciso il miglior generale di Massenzio, Ruricio Pompeiano il quale, oltre alla sconfitta delle forze di Massenzio nel nord Italia, permise a Costantino di dirigersi verso Roma dove in ottobre sconfisse definitivamente Massenzio nella battaglia di Ponte Milvio in cui il suo rivale per il trono d'Occidente trovò la morte.

## In hoc signo vinces
Secondo una leggenda locale sarebbe stata alla vigilia di questa battaglia, che Costantino avrebbe avuto una visione con la comparsa in cielo di una croce con la scritta In hoc signo vinces, fatto prodigioso che avrebbe convinto l'imperatore a convertirsi al Cristianesimo abbandonando il paganesimo, ed a far combattere i propri uomini sotto le insegne cristiane.

In realtà, alcune tesi più recenti riportano la teoria secondo cui il segno che Costantino avrebbe visto e che avrebbe fatto riportare sulle insegne militari e sugli scudi potrebbe essere stato la stilizzazione del simbolo della celebre divinità pagana del Sol Invictus.
Per celebrare l'apparizione, nel 1901, sul Monte Musinè, al disopra del quale la croce sarebbe apparsa, venne edificata una gigantesca croce, visibile da tutta la pianura torinese, sulla quale vi è una piastra con la seguente scritta:
IN HOC SIGNO VINCES
A PERPETUO RICORDO DELLA
VITTORIA DEL CRISTIANESIMO
CONTRO IL PAGANESIMO
RIPORTATA IN VIRTÙ DELLA
CROCE NELLA VALLE
SOTTOSTANTE IN PRINCIPIO
DEL SECOLO IV
SUA MAESTÀ IL RE
VITTORIO EMANUELE III
MARCH. MEDICI SEN. DEL REGNO
CONT. CARLO E CONT. GIULIA
CAYS DI CASELETTE
Leggende differenti collocano l'episodio dell'apparizione in altri luoghi, sempre però durante la campagna di Costantino contro Massenzio, in accordo col vescovo Eusebio di Cesarea, stretto collaboratore di Costantino, che però non indica con chiarezza il posto in cui sarebbe avvenuto il miracolo. Secondo il racconto di Eusebio, Costantino si orientò verso il cristianesimo, quando ancora si accingeva a venire a Roma per combattere contro Massenzio. Rivoltosi in preghiera alla divinità, poco dopo mezzogiorno fu testimone, lui e il suo esercito, di un evento celeste prodigioso, l'apparizione appunto di un incrocio di luci sopra il sole e della scritta in greco "Εν Τουτω Νικα" (letteralmente: "con questo vinci")

### Fonti primarie
- Eutropio, Breviarium ab Urbe condita, X.
- Panegyrici latini, IV e XII.
- Zosimo, Storia nuova, II.

### Letteratura storiografica moderna
- Barnes, Timothy. Constantine and Eusebius. Cambridge, MA: Harvard University Press, 1981. ISBN 978-0-674-16531-1
- Barnes, Timothy. The New Empire of Diocletian and Constantine. Cambridge, MA: Harvard University Press, 1982. ISBN 0-7837-2221-4
- Lenski, Noel. "The Reign of Constantine", in The Cambridge Companion to the Age of Constantine, Noel Lenski ed., 59–90. New York: Cambridge University Press, 2006. Hardcover ISBN 0-521-81838-9 Paperback ISBN 0-521-52157-2
- Odahl, Charles Matson. Constantine and the Christian Empire. New York: Routledge, 2004. Hardcover ISBN 0-415-17485-6 Paperback ISBN 0-415-38655-1